# جلیقه (مذهبی)

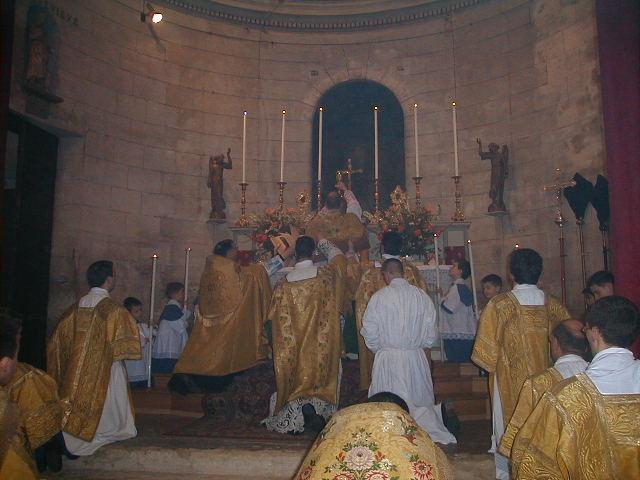
روحانیون درجه‌های مختلف در جلیقه در مراسم عشای ربانی طبق آیین نئوگالیکان ورسای ارتفاع جام

جلیقه‌ها (به انگلیسی: Vestment)، لباس‌ها و اقلام مذهبی هستند که عمدتاً با دین مسیحیت مرتبط هستند، به‌ویژه توسط کلیساهای شرقی، کاتولیک‌ها (از همه مناسک)، لوتری‌ها و آنگلیکن‌ها. بسیاری از گروه‌های دیگر نیز از لباس‌های مذهبی استفاده می‌کنند. در میان کلیساهای کالوینیسم این موضوع در جریان اصلاحات پروتستانی و گاهی پس از آن، به‌ویژه در طول مناقشات آیین‌گرایانه آنگلیکن در انگلستان در سدهٔ نوزدهم، محل مناقشه بود.